# Інтерактивний фільм

Вибір розвилки сюжету в Detroit: Become Human

Інтеракти́вний фі́льм (англ. interactive movie) — тип відеоігор, представлений фільмами або мультфільмами, де в певні моменти глядачеві пропонується вибір подальшого розвитку сюжету. При виборі «правильного» варіанту, якщо такий передбачається, фільм продовжується за однією з гілок сюжету, в іншому випадку — закінчується чи повертається до вихідної точки.
Вибір варіанту надається при паузі зі списком варіантів, або як підказка до дії, яку слід встигнути виконати за короткий проміжок часу. Всі сцени створені заздалегідь і змінюються в запланованій послідовності.

## Історія
Першим інтерактивним фільмом був «Kinoautomat» 1967 року, створений в Чехословаччині і вперше показаний на виставці World Expo'67 в Монреалі. Глядачі під час паузи голосували кольоровими прапорцями за вибір гілки сюжету і, відповідно до результатів голосування, запускався обраний фрагмент фільму. Однак фільм був заборонений в Чехословаччині, не встигнувши поширитися, і інтерактивні фільми не з'являлися ще багато років.
В 1980-х виникли ігрові автомати з програвачами лазерних дисків, так звані Laserdisc Arcade. На лазерному диску були записані короткі послідовності мультиплікації, вони демонструвалися гравцеві залежно від того, яку кнопку він натисне і чи встигне зробити це вчасно. Так широку популярність здобула серія Dragon's Lair, випущена компанією Cinematronics в 1983 році.
Багато розробників наслідували Dragon's Lair, створюючи інтерактивні мультиплікації. Частина студій брала за основу не малюнок, а відеозапис з живими акторами. Наприклад, Night Trap 1992 року, де слід було відстежувати появу в будинку вампірів і ловити їх в пастки. Як правило, подібні ігри програвали мультиплікованим через низьку якість зображення. Проте складність обслуговування і подальша загальна криза у відеоіграх не дали таким автоматам поширитися повсюдно.
З поширенням CD-дисків на ПК в 1990-і інтерактивні фільми стали дуже поширеними і до їх створення залучалися професійні актори. Однак скоро розробники стикнулися з тим, що послідовності відео займають багато місця на дисках, вимагаючи створювати ігри на кількох CD. Обмеження місткості дисків спонукало розробників відеоігор до звернення до тривимірної графіки. Проте самі інтерактивні фільми продовжили випускатися, хоч і в менших кількостях. Частина їх пізніше створювалися з 3D-графікою.
В 2005 вийшов інтерактивний фільм Fahrenheit від французької компанії Quantic Dream. Гру високо оцінили провідні критики ігрової індустрії і вона швидко здобула популярність. Fahrenheit нерідко називали першим інтерактивним фільмом, зважаючи на рівень графіки, ступінь свободи гравця і кількість варіантів вибору. Його послідовниками стали серія Sound Novel, Shadow of Memories, Time Travelers, Heavy Rain.
В 2018 році на сервісі Netflix вийшов інтерактивний фільм із циклу «Чорне Зеркало: Бряпогриз». Глянути його можна тільки на офіційному сайті Нетфлікс, попередньо зареєструвавшись. В ньому є аж 5 різних кінцівок, в залежності, які дії обиратиме герой. Як зазначають розробники, найкоротший варіант розвитку подій — це 45 хвилин, найдовший 2.5 години. Також зазначається, що у фільмі є ще одна секретна кінцівка, відкрити яку можна випадковим чином.

## Найвизначніші ігри
- Dragon's Lair
- Night Trap
- Fahrenheit
- The Bunker
- Heavy Rain
- Detroit: Become Human
- Until Dawn